# Inspectah Deck

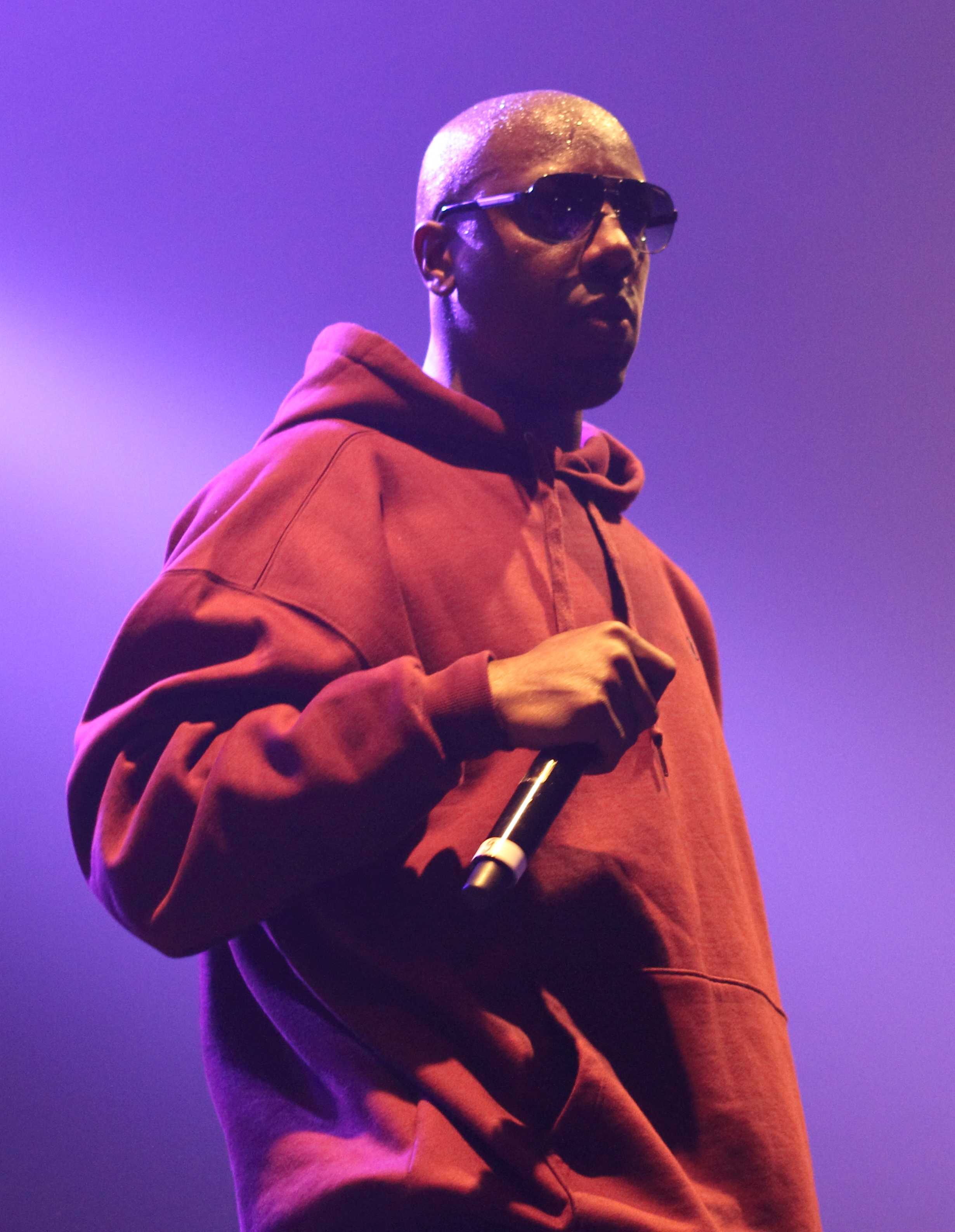
Inspectah Deck, 2013

Inspectah Deck (* 6. Juli 1970 in der Bronx, New York; bürgerlich Jason Hunter) ist ein US-amerikanischer MC und Hip-Hop-Produzent. Das Mitglied des Wu-Tang Clans rappte die ersten Zeilen ihrer bekannten Posse Cuts Protect Ya Neck und Triumph und veröffentlicht seit 1999 Soloalben.
Seinen Namen bekam er im Gefängnis, er spielt auf seine leise und beobachtende Art dort an.

## Leben
Inspectah Deck zog zusammen mit seinen Eltern in seiner Kindheit in die Wu-Tang-Heimat Staten Island in New York. Er lebte in den Park Hill Projects, wo sich auch andere zukünftige Clan-Mitglieder aufhielten. Er ist seit Beginn der Gruppe 1992 ein Mitglied. Seitdem er 1993 aus dem Gefängnis entlassen wurde, arbeitete er mit am ersten Album Enter the Wu-Tang (36 Chambers). Auf diesem Album spielte er eine hervorgehobene Rolle: Er rappte den Beginn auf der Hitsingle Protect Ya Neck und hatte eine herausgehobene Rolle in vier anderen Tracks des Albums: C.R.E.A.M., Bring da Ruckus, Da Mystery of Chessboxin' und 7th Chamber. Bei der ersten Runde von Soloveröffentlichungen des Clans beteiligte er sich nicht als Solist, hatte aber Auftritte auf GZAs Liquid Swords und Raekwons Only Built 4 Cuban Linx. Sein Debüt sollte ursprünglich ebenso in der Spanne von 1993 bis 1997 veröffentlicht werden, RZA hielt es aber aus unbekannten Gründen zurück. Sein erster faktischer Solotrack findet sich auf dem Soundtrack zu Tales from the Hood, in den Linernotes wird dieser aber dem gesamten Clan zugeschrieben.
Auf dem nächsten Clan-Album Wu-Tang Forever rappte er wieder die Eingangsrhymes zur Hitsingle Triumph. Das Album enthielt auch sein Debüt als Produzent: Er produzierte das Klavier-geprägte Visionz. 1999 folgte schließlich sein Soloalbum Uncontrolled Substance, auf dem er auch die meisten Songs produzierte. Sein Funk-lastiger Stil unterschied sich gravierend vom damaligen Stil des Clans. Neben Deck selbst halfen ihm auch noch RZA, True Master und 4th Disciple sowie bei einem Track Pete Rock. Das Album erzielte, wie seine nächste Soloveröffentlichung The Movement (2003) eher positive Kritiken und mäßige Verkaufszahlen.

## Aliasse
- Rebel INS (sein Graffiti Tag als Teenager)
- Fifth Brother
- Rollie Fingers
- Manifesto
- Charliehorse
- Ayatollah

## Diskografie

### Studioalben
| Jahr | Titel                  | Höchstplatzierung, Gesamtwochen, AuszeichnungChartsChartplatzierungen (Jahr, Titel, Platzierungen, Wochen, Auszeichnungen, Anmerkungen) | Anmerkungen                           |
| Jahr | Titel                  | US | Anmerkungen                           |
| ---- | ---------------------- | --- | ------------------------------------- |
| 1999 | Uncontrolled Substance | US19 (5 Wo.)US | Erstveröffentlichung: 5. Oktober 1999 |
| 2003 | The Movement           | US137 (1 Wo.)US | Erstveröffentlichung: 10. Juni 2003   |

Weitere Veröffentlichungen:
- 2006: The Resident Patient (Album)
- 2007: The Resident Patient 2 (Mixtape)
- 2010: Manifesto (Album)
- 2014: Cynthia's Son (Mixtape)
- 2019: Chamber No. 9 (Album)

Mit Czarface
- 2013: Czarface (Album)
- 2015: Every Hero Needs a Villain (Album)
- 2016: A Fistful of Peril (Album)
- 2017: First Weapon Drawn (Album)
- 2018: Man's Worst Enemy (EP; Kollabo mit MF DOOM)
- 2018: Czarface Meets Metal Face (Album; Kollabo mit MF DOOM)
- 2019: Dog Days of Tomorrow (EP)
- 2019: Czarface Meets Ghostface (Album; Kollabo mit Ghostface Killah)
- 2019: The Odd Czar Against Us (Album)

### Singles
| Jahr | Titel Album              | Höchstplatzierung, Gesamtwochen, AuszeichnungChartsChartplatzierungen (Jahr, Titel, Album, Platzierungen, Wochen, Auszeichnungen, Anmerkungen) | Anmerkungen                                     |
| Jahr | Titel Album              | US | Anmerkungen                                     |
| ---- | ------------------------ | --- | ----------------------------------------------- |
| 1995 | Cold World Liquid Swords | US97 (3 Wo.)US | Erstveröffentlichung: 28. November 1995 mit GZA |

Weitere Singles:
- 1998: REC Room
- 1999: Word on the Street
- 2003: The Movement
- 2003: Big City